# 丘尔乔雷姆恰乔拉
丘尔乔雷姆恰乔拉（Curchorem Cacora），是印度果阿邦South Goa县的一个城镇。总人口21398（2001年）。

## 人口
该地2001年总人口21398人，其中男性10961人，女性10437人；0—6岁人口2465人，其中男1292人，女1173人；识字率73.87%，其中男性为79.05%，女性为68.43%。